# Bretoncelles

Bretoncelles este o comună în departamentul Orne, Franța. În 1 ianuarie 2022 avea o populație de 1.462 de locuitori.